# Hussein Badreddin al-Houthi
Hussein Badreddin al-Houthi (1956 - 10 de setembro de 2004), também escrito Hussein Badr Eddin al-Houthi, foi um líder religioso, político e militar zaidita, bem como ex-membro do parlamento iemenita pelo partido islâmico Al-Haqq entre 1993 e 1997. Foi uma figura fundamental para a insurgência dos houthis contra o governo iemenita, a qual iniciou em 2004. Al-Houthi, que era um aspirante político ascendente no Iêmen, possuía um amplo respaldo religioso e tribal nas regiões montanhosas do norte do Iêmen. Foi irmão de Yahia Badreddin al-Houthi e Abdul-Malik al-Houthi, e também fundou o grupo Jovens Crentes. O movimento Houthi tomou seu nome depois de sua morte em 2004.